# Soechoemi (district)
Soechoemi district (Abchazisch: Аҟәа араион, Akwa araion; Georgisch: სოხუმის რაიონი, Sochoemis raioni; Russisch: Сухумский район, Soechoemski rajon) is een district in het noordwesten van Georgië, gelegen in de feitelijk afgescheiden autonome republiek Abchazië. Het district heeft een oppervlakte van 1.426,8 km² en kent 11.259 inwoners (2022). Het bestuurlijk centrum is de Abchazische hoofdstad Soechoemi, dat een apart hoofdstedelijk district is, en dus bestuurlijk niet onder het rurale district valt.

## Demografie
Op 1 januari 2023 telde het district Soechoemi 11.259 inwoners, een daling van 2,4% ten opzichte van de volkstelling van 2011, die sinds 2019 is ingezet. In de jaren 1960 vonden herschikkingen plaats van de districtsgrenzen waardoor grote aantallen inwoners onder andere districten kwamen. In de jaren 1990 nam de bevolking van het district met 70% af door het Georgisch-Abchazisch conflict en het uiteenvallen van de Sovjet-Unie.
| District Soechoemi | 55.529 | 77.925 | 84.351 | 36.552 | 38.306 | 39.516 | 11,747 | 11.531 | 11.259 |
| Verantwoording data: 1926-1989, volkstellingen 2003 en 2011, jaaropgave 1 januari 2023. Noot: De Abchazische cijfers vanaf 1994 worden niet erkend door Georgië. |        |        |        |        |        |        |        |        |        |

### Etniciteit
Anno 2023 bestond de bevolking van het district Soechoemi in meerderheid uit Armeniërs (56,1%), gevolgd Abchaziërs (30,4%). Russen (7,5%) en Georgiërs (2,0%) zijn de derde en vierde bevolkingsgroep. Het district kende bij oprichting in het begin van de Sovjetperiode een voornamelijk Georgische , Armeense en pontisch Griekse bevolking, die elkaar qua grootte in evenwicht hielden. Het Abchazische bevolkingsaandeel was met 2,8% klein en bleef ook achter bij het aantal Russen en Oekraïners. Het aandeel Abchaziërs bleef gedurende de Sovjetperiode betrekkelijk laag.
De bevolkingspolitiek van Lavrenti Beria, door Mingreliërs naar Abchazië te verhuizen, betekende dat Georgiërs de dominante groep werden. Het Georgisch-Abchazisch conflict en de etnische zuiveringen als gevolg van de val van Soechoemi in 1993 betekende dat weinig overbleef van de Georgische gemeenschap.
| Abchaziërs                                                                 | 2,8%  | 2,5%  | 2,3%  | 3,9%  | 4,6%  | 5,1%  | 24,8% | 30,4% | 30,4% |
| Armeniërs                                                                  | 22,3% | 22,6% | 26,9% | 30,2% | 29,5% | 29,4% | 61,4% | 56,1% | 56,1% |
| Georgiërs                                                                  | 28,1% | 26,3% | 43,3% | 42,5% | 44,0% | 44,4% | 2,1%  | 2,0%  | 2,0%  |
| Grieken                                                                    | 20,0% | 28,5% | 5,1%  | 9,9%  | 9,2%  | 10,5% | 1,6%  | 1,3%  | 1,3%  |
| Russen                                                                     | 14,8% | 17,4% | 17,2% | 9,2%  | 8,8%  | 7,2%  | 7,3%  | 7,5%  | 7,5%  |
| Verantwoording data: Ethno Kavkaz, Abchazisch Staatscomité voor Statistiek |       |       |       |       |       |       |       |       |       |

## Administratieve onderverdeling
Het district Soechoemi is administratief onderverdeeld in 11 dorpsbesturen (Администрации сел, Administratsii sel) met in totaal 60 nederzettingen, waaronder Pschoe. Er zijn geen steden of 'nederzettingen met stedelijk karakter' in het district. Het bestuurlijk centrum is de Abchazische hoofdstad Soechoemi, dat een apart hoofdstedelijk district is, en dus bestuurlijk niet onder het rurale district valt.

## Vervoer
De belangrijkste en tevens enige doorgaande weg door het district is de Georgische S1 / E97, de belangrijkste hoofdroute in Georgië. De weg verbindt Soechoemi via Gagra langs de Zwarte Zeekust met Rusland in het noordwesten, en via Gali met centraal Georgië. Er zijn geen andere regionale wegen van belang. Het diepere achterland van Soechoemi is ontoegankelijk per weg. In de bovenloop van de rivier Bzipi ligt het dorpje Pschoe, dat alleen via een lange omweg vanaf Gagra te bereiken is.
Langs de kust loopt sinds de jaren 1940 de Sotsji - Soechoemi spoorlijn. Sinds eind jaren 1930 is Soechoemi in zuidelijke richting verbonden met Otsjamtsjire. Oorspronkelijk liep deze spoorlijn door via Gali en sloot in Zoegdidi aan op het Georgische spoorwegnetwerk. Sinds de jaren 1990 is deze verbinding verbroken.